# ازدواج (مجموعه تابلوهای نقاشی)
مجموعه تابلوهای نقاشی با نام ازدواج یا حالات ازدواج (انگلیسی: Marriage à-la-mode) شش تابلو نقاشی از ویلیام هوگارت نقاش اهل انگلستان می‌باشد. این تابلوها که بین سال‌های ۱۷۴۳ تا ۱۷۴۵ کشیده شده‌است گونه‌ای نقد سرسختانه در خصوص جامعه و مردم طبقه بالا و مرفه سده ۱۸ میلادی است. نقد و اخطار هوگارت دربرگیرنده نتایج فجیع یک ازدواج نامعقول و ناشایسته است که برای پول انجام شده‌است و بنده‌نوازی و زیبایی‌شناسی را به هجو و طنز می‌کشاند. تصاویر در نگارخانه ملی لندن نگهداری می‌شوند.

## مجموعه

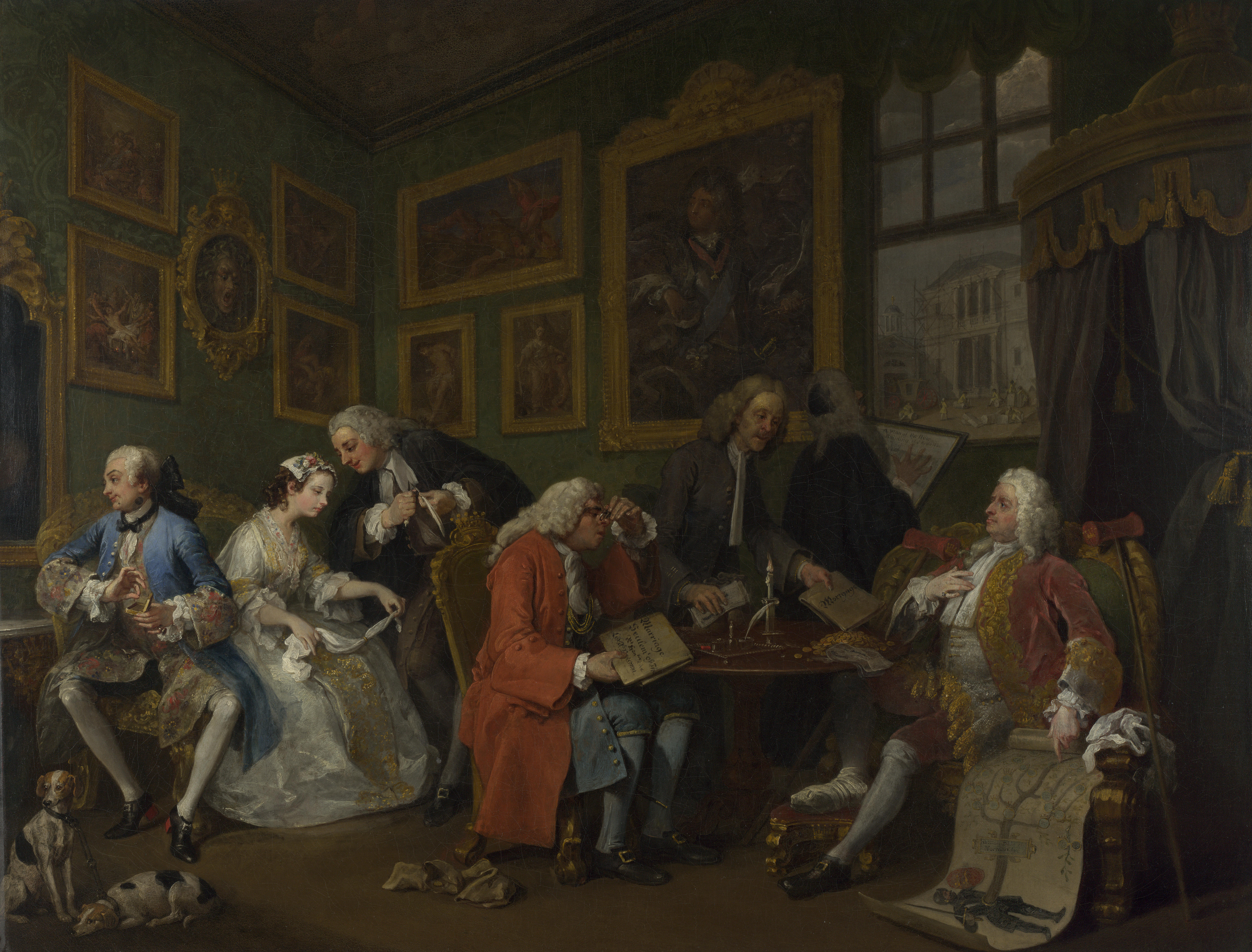
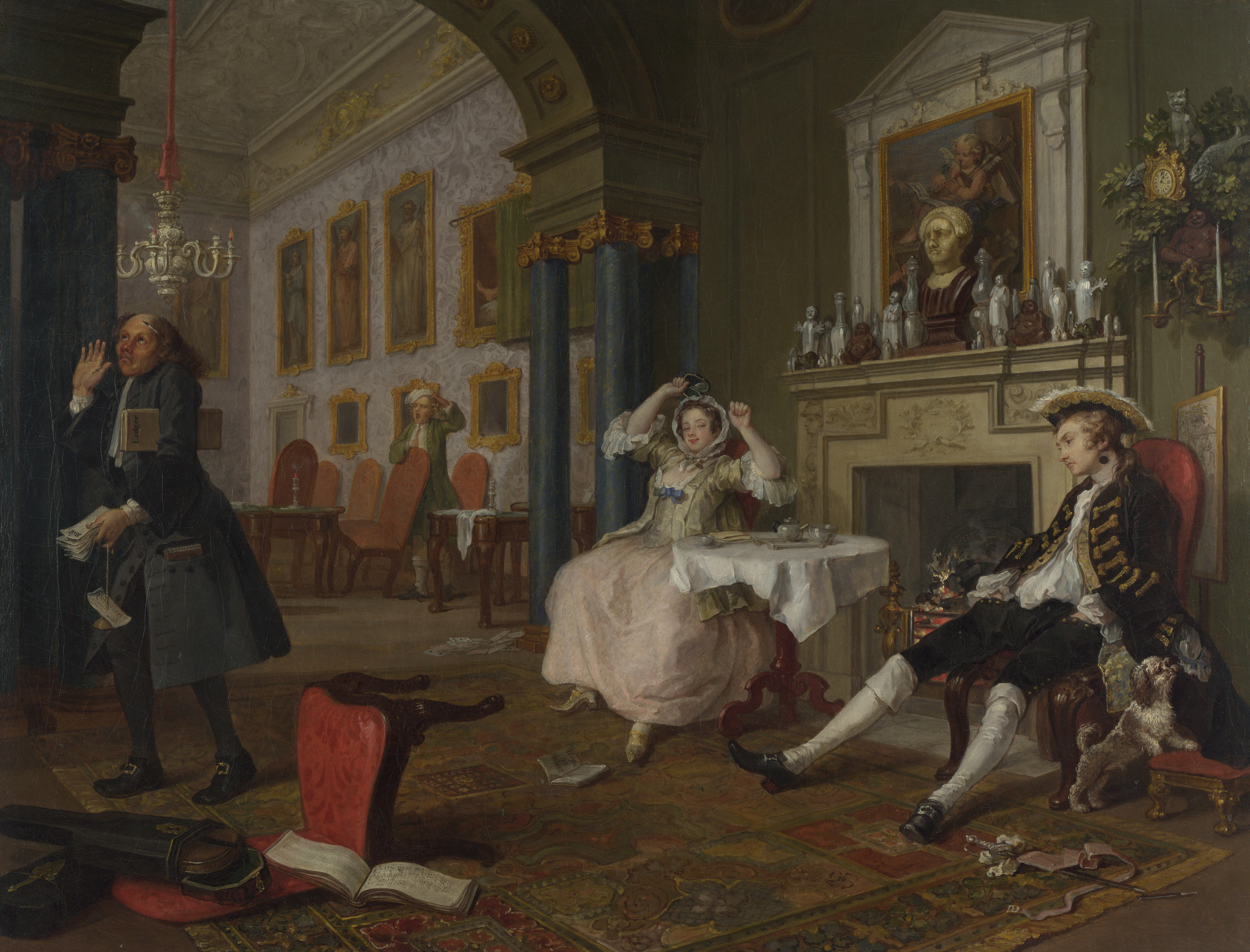
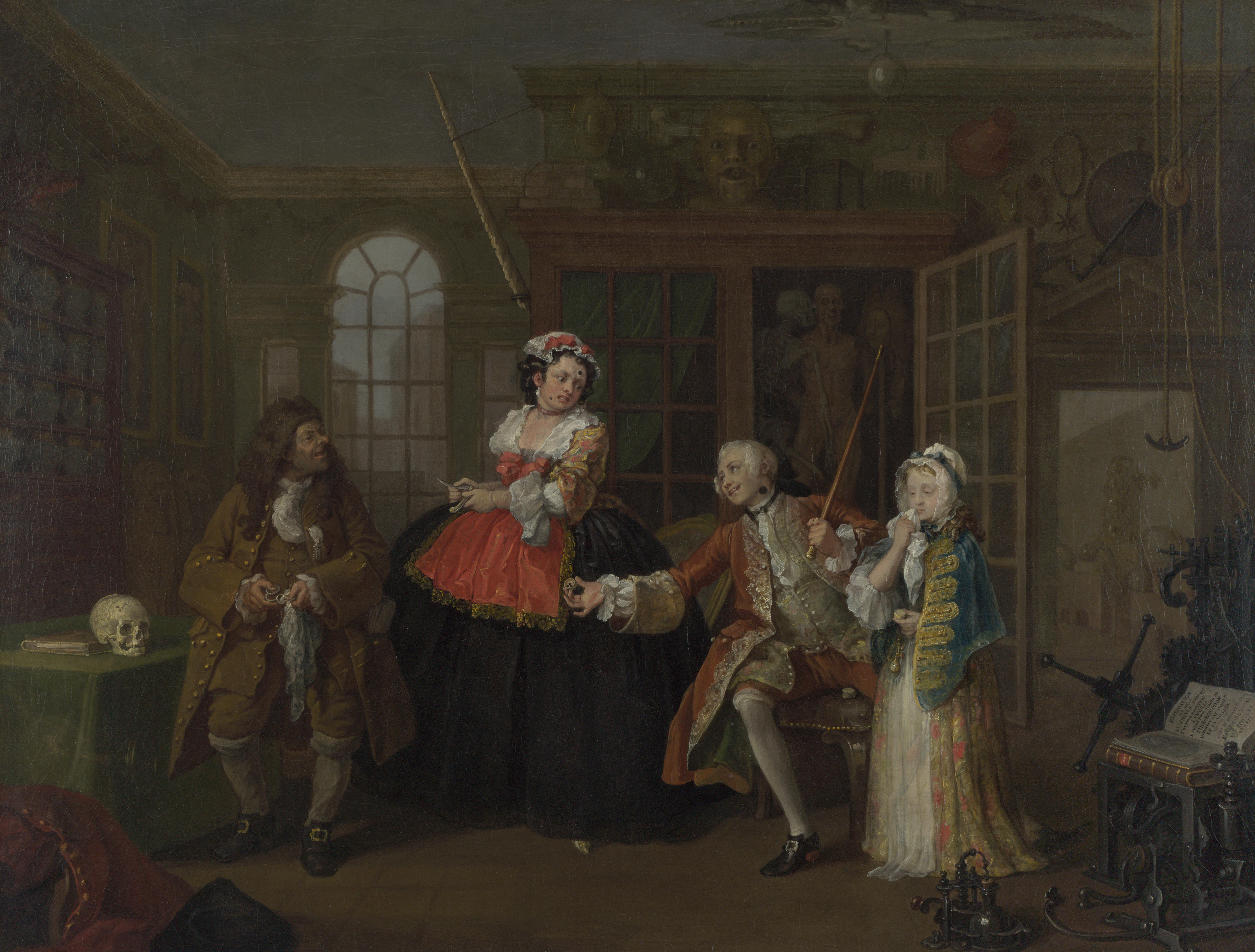
۳. بازرسی
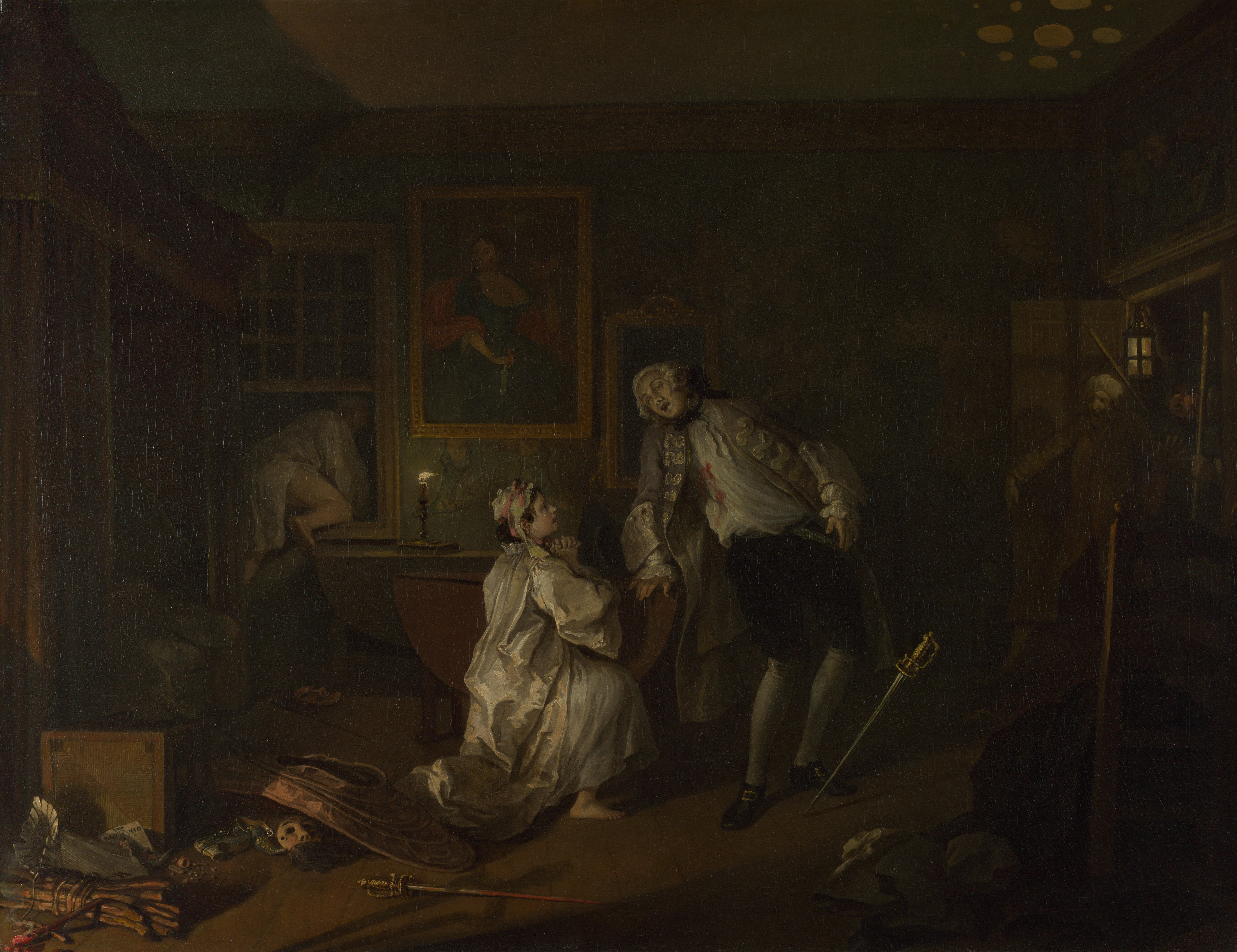
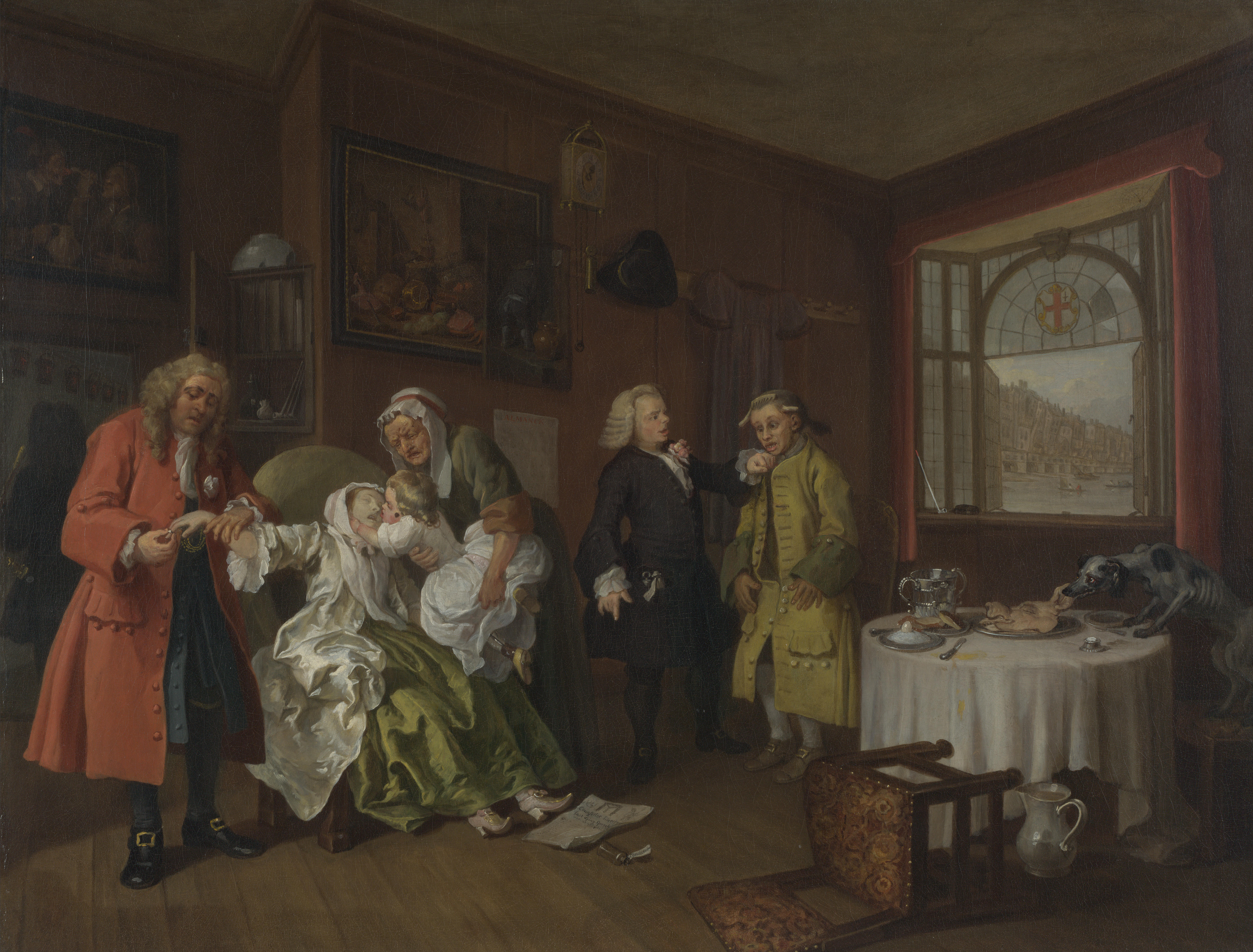